# Das Geheimnis des weißen Bandes
Das Geheimnis des weißen Bandes (Originaltitel: The House of Silk) ist ein Roman des britischen Schriftstellers Anthony Horowitz, der 2011 veröffentlicht wurde. Auch die Übersetzung ins Deutsche durch Lutz-W. Wolff erschien 2011.
Es handelt sich hierbei um ein besonderes Werk inmitten der vielen Sherlock-Holmes-Pastiches. Anthony Horowitz wurde von The Doyle Estate beauftragt, einen sich dem Kanon anschließenden Roman zu schreiben. Somit gehört dieses Buch zum offiziellen Kanon und bezieht sich dadurch auch auf die Fälle und Figuren der Originalgeschichten von Sir Arthur Conan Doyle.
Im Mittelpunkt stehen auch hier Sherlock Holmes und Dr. Watson, die Ende 1890 gebeten werden, den Fall der Flat Cap Gang zu lösen. Ihre Ermittlungen verstricken sich mehr und mehr, bis sie auf eine gefährliche Untergrundorganisation stoßen.
Das Geheimnis des weißen Bandes markiert den Anfang der Reihe, gefolgt vom Roman Der Fall Moriarty (en.: Moriarty, 2014) und der Kurzgeschichte Die drei Königinnen. Ein neuer Fall für Sherlock Holmes (en.: The Three Monarchs, 2014).

## Handlung
Um eine Sherlock-Holmes-Geschichte zu schreiben, die an den Kanon anschließt, hatte Horowitz die Idee, Watson von einem Fall erzählen zu lassen, der so grausam ist, dass sein Manuskript erst hundert Jahre später veröffentlicht werden soll. Da Watson den Fall ein Jahr nach Holmes’ Tod aufschrieb, also im Jahr 1911, enden die hundert Jahre der Geheimhaltung im Jahr 2011, dem Veröffentlichungsjahr des Romans.
Als Holmes und Watson im Dezember 1890 von einem Galeristen beauftragt werden, den Fall der Flat Cap Gang zu lösen, geraten sie ins Visier einer Organisation, die im Laufe des Buches nicht davor zurückschreckt, jeden umzubringen, der zu viel weiß, und mit Waisenkindern Geld zu verdienen. Zudem wird die Organisation von manchen der einflussreichsten Engländer geschützt. Holmes und Watson finden sich inmitten dessen wieder.
Flachkappenbande (Flat Cap Gang)
Watson beginnt seine Erzählung mit dem Besuch Edmund Carstairs, eines Galeristen, der sich im Visier der Flat Cap Gang befindet. Diese hatte während eines Raubzuges in Amerika etliche seiner Kunstwerke zerstört und nachdem durch das Zutun Carstairs ein Gangmitglied getötet worden war, befürchtet er nun, dass die Gang Rache am Tod eines ihrer Anführer nehmen will. Holmes weist Carstairs ab und wird am nächsten Tag zum Anwesen der Carstairs gebeten, da er bestohlen wurde. Während Holmes’ und Watsons Ermittlungen offenbart sich ihnen auch eine Familienfehde innerhalb des Hauses. Holmes beauftragt Straßenkinder, die Baker Street Irregulars, damit die gestohlene Kette zu suchen. Zwei der Straßenkinder, Wiggins und Ross, machten eine verdächtigen Mann ausfindig. Während Wiggins losging, um Holmes und Watson zu holen, hielt Ross Wache. Als Holmes und Watson eintrafen, fanden sie vor dem Hotel den sichtlich verstörten Ross vor und stießen dann in einem der Hotelzimmer auf den merkwürdigen Mann, der inzwischen ermordet wurde. Nachdem sich herausstellte, dass es sich bei dem Mann um den anderen Anführer der Flat Cap Gang handelte, wollten sie Ross befragen, doch der war nicht mehr aufzufinden. Um den Jungen zu finden, suchten sie Hilfe bei dem Schulleiter eines Waisenhauses, in dem Ross einige Zeit verbracht hatte, bevor er letztendlich davon lief und Teil der Irregulars wurde. Holmes und Watson finden Ross am Ufer der Themse. Er wurde erst gefoltert und dann verstümmelt. An seinem Handgelenk ist ein weißes Band befestigt und durch Ross’ Schwester hören sie zum ersten Mal vom Seidenhaus.
Das Seidenhaus (The House of Silk)
Holmes und Watson versuchen mit der Hilfe von Mycroft mehr über das Seidenhaus herauszufinden, ihnen wird jedoch schnell deutlich gemacht, dass sie aufhören müssen in dieser Sache zu ermitteln, sonst würde noch schlimmeres passieren. Holmes jedoch lässt sich nicht beirren und geht der Sache weiter nach. Er wird in eine Opiumhöhle gelockt und findet sich kurze Zeit später betäubt im Hinterhof wieder. Neben ihm die Leiche von Ross Schwester. Da alle Zeichen darauf deuten, dass Holmes sie ermordet hat und da sogar einige sehr einflussreiche Männer unter den Schaulustigen am Tatort bezeugen den Mord gesehen zu haben, wird Holmes verhaftet und weggesperrt. Während Holmes in Haft sitzt folgt Watson der Einladung eines mysteriösen Mannes, der ihn zu sich bittet. Der Mann gibt Watson den Schlüssel zu Holmes Zellentür im Austausch dafür, dass Watson niemandem je von ihren Treffen erzählt und auch die Identität des Mannes, der sich als Moriarty vorstellt geheim hält. Als Watson dann jedoch im Gefängnis eintrifft stellt sich heraus, dass Holmes just in dem Moment geflohen war. Wieder vereint führen die Hinweise das Ermittlerduo zu einem Ort, der einer Mischung aus Rummel und Gruselkabinett gleicht, mit dem Namen Dr Silkin's House of Wonders. Der ist jedoch eine weitere Falle, die sie nur mit Lestrades Hilfe überleben konnten. Das Trio begibt sich daraufhin zu dem Waisenhaus aus dem Ross vor einiger Zeit geflohen war. Auf dem Grundstück fanden sie ein weiteres Gebäude, das der Schulleiter für besondere Veranstaltungen nutzte. Zu diesen Veranstaltungen verlieh er die Waisenjungen an eine zahlende Kundschaft, zu der auch ranghohe Persönlichkeiten gehörten. Lestrade verhaftete alle Mittäter, von denen jedoch niemand, aufgrund ihrer hohen Einflüsse, vor Gericht kam.

## Figuren
Anthony Horowitz nutzt in Das Geheimnis des weißen Bandes die Beliebtheit der altbekannten Figuren aus den Originalen, er erwähnt aber auch unbekanntere Kanonfiguren und kreiert auch ganz neue Charaktere.
Bekannte Figuren aus den Originalen
- Sherlock Holmes
- Dr. John Watson
- Mary Morstan (Watsons Ehefrau, erstmals erwähnt in Das Zeichen der Vier)
- Lestrade (Inspektor bei Scotland Yard, erstmals erwähnt in Eine Studie in Scharlachrot)
- Mycroft Holmes (Sherlocks Bruder, hat eine hohe Regierungsposition inne, erstmals erwähnt in Der griechische Dolmetscher)
- Professor James Moriarty (Holmes' Erzfeind, erstmals erwähnt in Das letzte Problem)
- Mrs. Hudson (Holmes' und Watsons Haushälterin und Vermieterin, erstmals erwähnt in Das Zeichen der Vier)

Unbekanntere Figuren der Originale
- Dr. Percy Trevelyan (Arzt, erwähnt in Der niedergelassene Patient)
- Murray (Watsons Gehilfe, erwähnt in Eine Studie in Scharlachrot)
- Stamford (Assistenzarzt unter Watson im St.-Bartholomew's-Krankenhaus, erwähnt in Eine Studie in Scharlachrot)
- Mrs. Forrester (Marys ehemalige Arbeitgeberin, erwähnt in Das Zeichen der Vier)
- Godfrey Emsworth (An Ichthyose erkrankter Ex-Soldat, erwähnt in Der erbleichte Soldat)
- Culverton Smith (Hobby-Bakteriologe, erwähnt in Der Detektiv auf dem Sterbebett)
- Morton (Inspektor bei Scotland Yard, erwähnt in Der Detektiv auf dem Sterbebett)
- C. Auguste Dupin (Detektiv in Edgar Allan Poes Kriminalgeschichten, erwähnt in Eine Studie in Scharlachrot)

Neue Figuren
- Edmund Carstairs (Galerist)
- Catherine Carstairs (Ehefrau von Edmund Carstairs)
- Eliza Carstairs (Schwester von Edmund Carstairs)
- Mr. Kirby (Diener im Haushalt der Carstairs)
- Mrs. Kirby (Köchin/Haushälterin im Haushalt der Carstairs)
- Patrick Kirby (Neffe von Mr. und Mrs. Kirby)
- Rourke und Keelan O’Donaghue (Zwillinge und Anführer der Flat Cap Gang)
- James Devoy (Agent von Edmund Carstairs)
- Cornelius Stillman (Kunde von Edmund Carstairs)
- Bill McParland (von Stillman beauftragter Ermittler)
- Elsie (Küchenmädchen der Carstairs)
- Ross Dixon (Waisenjunge)
- Sally Dixon (Schwester von Ross)
- Mr. Hardcastle (Wirt)
- Russell Johnson (Pfandleiher)
- Sir Alec Ravenshaw (Teil des House of Silk)

## Hörspielfassung
Der Roman von Anthony Horwitz bildet die Grundlage einer dreiteiligen Hörspielbearbeitung, die Westdeutscher Rundfunk und Radio Bremen 2016 unter dem Titel Sherlock Holmes und das Geheimnis des weißen Bandes unter Regie von Bastian Pastewka produzierten.